# Birchington-on-Sea
Birchington-on-Sea è una cittadina di 9.827 abitanti della contea del Kent, in Inghilterra.